# Bramante
Donato Bramante, o Donato di Angelo di Pascuccio, conegut simplement com a Bramante (Urbino, 1444 - Roma, 11 d'abril de 1514), fou un arquitecte del Renaixement, va tenir una formació quatrecentista, però la seva plenitud artística li arribà en el segle xvi.
La seva arquitectura està caracteritzada per la severitat i l'ús de planta central coberta amb cúpula. Les seves obres més destacades es troben a Roma.
| « | L'art de Bramante és clar, sobri i bell. | » |

De ben segur que aquest judici hauria estat per a Bramante el reconeixement més gran per tota la seva obra. En efecte, aquesta opinió és ni més ni menys que de Miquel Àngel, el qual l'expressà l'any 1555, quaranta anys després de la mort de Bramante.
De qualsevol manera, la sort no li fou adversa. En vida no li mancaren glòria ni honors. Ludovico il Moro, que entenia d'art, l'aprecià molt i el portà a la seva Cort, i el molt exigent Papa Juli II l'elegí, entre molts artistes, per confiar-li la reconstrucció de la Basílica de Sant Pere.

## Les primeres proves
Es diu que Bramante des que era un noiet mostrà aptitud particular per la pintura. A penes era un jovencell quan deixà la seva terra nadiua per a traslladar-se a la veïna ciutat d'Urbino. En aquesta època aquesta ciutat era un dels majors centres artístics d'Itàlia. En efecte, convidat pel duc Frederic III Montefeltro, que volia formar en la ciutat una cort fastuosa, en aquell temps treballen en Urbino alguns dels millors artistes de l'època. Pel jove Bramante, decidí emprendre la carrera artística, no s'hi podia donar un ambient més favorable. A Urbino, Donato Bramante tingué la sort de tenir com a mestres dos artistes de gran vàlua: el pintor Piero della Francesca i l'arquitecte Luciano Laurana.
Les ensenyances dels dos grans resultaren fonamentals pel jove. Les seves proves com a pintor foren apreciades pel mateix Frederic III Montefeltro, el qual li encarregà algunes pintures pel seu Palau Ducal. Però la pintura no és l'únic art al qual es dedicà el jove Bramante. La seva altra passió fou l'arquitectura.

## En la Cort de Ludovico il Moro
L'arquitectura de Bramante ha eclipsat les seves habilitats com a pintor: va conèixer bé als pintors Melozzo da Forlì i Piero della Francesca, els qui estaven interessats en les regles de la perspectiva i les característiques il·lusionistes de la pintura de Mantegna.
L'any 1476, a l'edat de trenta-dos anys, Bramante abandonà Urbino. Decidí viatjar per conèixer de prop les obres dels majors innovadors de l'art italià. La primera etapa fou Màntua, on aprecià les obres de Mantegna. Però no oblidà les grans obres d'arquitectura. Es traslladà a Florència, admirant la cúpula de Santa Maria del Fiore, l'obra mestra de Brunelleschi, i els admirables treballs de Leone Battista Alberti.
L'any 1477 arribà a Bèrgam, on se li encarrega pintar els frescos del Palau de Justícia (amb figures de filòsofs de l'antiguitat en marcs arquitectònics dels quals queden pocs vestigis i dels quals s'han assenyalat similituds amb Melozzo da Forlì). Segons Vasari, també va treballar en altres ciutats a més de Bèrgam durant aquest període. Però ja tenia pensat dedicar-se exclusivament a l'arquitectura.
El 1478 és probable que sigui la seva primera estada a Milà, Possiblement enviat per Federico dóna Montefeltro per a supervisar les obres del seu palau en Porta Ticinese, acabat de rebre com a regal de Galeàs Maria Sforza, o tal vegada seguint a Giovanni Antonio Amadeo, a qui havia conegut a Bèrgam en les obres de la Capella Colleoni.
L'oportunitat de demostrar les seves qualitats com a arquitecte se li presentà el 1481, a Milà. Assabentat que el duc Ludovic il Moro tenia instruccions de reconstruir l'Església de Sant Sàtiro, Bramante li presentà el seu projecte. El duc restà entusiasmat, confiant-li la reconstrucció. L'espai era limitat, així que Bramante va fer un absis teatral en baix relleu, combinant les arts pictòriques de la perspectiva amb detalls romans. Hi ha una sagristia octogonal, coronada per una cúpula. Per a Bramante fou un gran esdeveniment. Acabada l'obra (any 1486), fou considerat comú dels millors arquitectes de l'època.
Una important obra milanesa de Bramante, ben documentada des de 1482 i encarregada per Ludovico el Moro i el seu germà Ascani Maria Sforza, va ser la transformació dels annexos de la basílica de Sant'Ambrogio. Es van projectar dues intervencions diferents: un presbiteri per al clergat secular situat al nord de la basílica i dos claustres per al monestir dels cistercencs situats al sud, modificant els espais annexos de la pròpia basílica.
Ludovico il Moro no deixà que se li escapés un artista de tant talent. El rebé en la seva cort i li oferí un sou mensual de 5 ducats –(força superior al que rebien els altres arquitectes que treballaven en la Cort)–. A Bramante, que fins llavors havia viscut en la misèria, l'entusiasmà poder disposar de tants diners. Però s'ho mereixia. En els anys que va estar al servei del duc de Milà treballà en moltes obres arquitectòniques. La que li'n donà major fama fou l'Església de Santa Maria delle Grazie, precisament a Milà. La majestuosa cúpula que s'alça sobre la part de l'absis de l'església és considerada com una de les més belles construccions arquitectòniques de l'època.
Altres obres primerenques inclouen els claustres de Sant'Ambrogio, Milà (1497–1498), i algunes altres construccions menors en Pavia (on va treballar en la Catedral, establint el disseny i creant la cripta i part de l'absis) i Legnano. No obstant això, el 1499, el seu patró Sforza va ser expulsat de Milà per l'exèrcit francès invasor, i Bramante va decidir marxar a Roma, on ja era conegut pel poderós cardenal Raffaele Riario.
En termes més generals, a la fi del segle xv, el Ducat de Milà era un centre de cultura, on l'art gòtic local es trobava, i en part xocava, amb arquitectes i artistes plenament renaixentistes del centre d'Itàlia, dels quals Bramante va ser el que va deixar la petjada més duradora.

#### El gravat de Prevedari

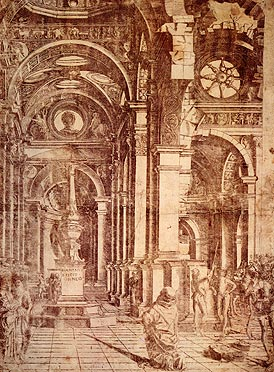
Incisione Prevedari, 1481

El denominat Grabado Prevedari es remunta als primers anys de l'activitat milanesa, datada el 1481: és una visió arquitectònica que representa el grandiós interior d'una arquitectura clàssica gravada per Bernardo Prevedar basada en un disseny de Donato Bramante, el nom del qual consta en una inscripció en caràcters lapidaris (BRAMANTUS FECIT EN MEDIOLANO).
Aquest gravat, conservat en dues còpies (Museu Britànic i Col·lecció Perego, Milà), documenta la formació original de Urbino i Alberti i els deutes amb la pintura de Ferrara i l'obra de Mantegna. També mostra que molts temes de l'arquitectura de Bramante relacionats amb l'Antiguitat ja estaven madurs vint anys abans de les obres romanes, com l'ús d'arcs sobre pilars i no columnes.
També s'atribueix a Bramante un altre gravat que representa un carrer en perspectiva central, amb trets d'una ciutat ideal i que presenta molts motius arquitectònics típics de l'arquitectura milanesa de l'època dominada per la influència del seu llenguatge ja plenament renaixentista. En aquesta perspectiva trobem en la part inferior central un arc de triomf i una cúpula brunelleschiana, mentre que als costats tenim dos palaus de diferents característiques: un amb columnes corínties i entaulament en la planta baixa, parastasal i finestres d'arc de mig punt en el primer pis; l'altre té pilars que sostenen arcs en la planta baixa, mentre que el primer pis té timpanum i oculi finestres. El gravat podria ser un testimoniatge de l'activitat de Bramante com a escenògraf per a la cort i sembla constituir un prototip fonamental per als desenvolupaments de l'escenografia del segle xvi.

#### Activitat pictòrica
Bramante també va estar actiu a Llombardia com a pintor, encara que només es conserven unes poques obres, a Milà i Bèrgam: els frescos fragmentaris que representen Heràclit i Demòcrit i Homes d'armes (avui a la Pinacoteca di Brera) pintats entre 1486 i 1487 per a la casa del poeta Gaspare Ambrogio Visconti, mecenes i protector de l'artista, i altres fragments gairebé il·legibles que representen els Filòsofs de l'Antiguitat executats per al Palazzo del Podestà di Bergamo. En canvi, els frescos de la façana de la Palazzo Fontana Silvestri, també atribuïts a Bramante, han desaparegut.
També se li atribueixen tradicionalment una pintura sobre taula, el Crist en la Columna, antigament en l'Abadia de Chiaravalle, i el fresc conegut com Argo, a la sala del tresor del Castello Sforzesco.
Les atribucions relatives a la seva producció pictòrica sempre han estat problemàtiques, tant per la falta de documentació com per la presència del seu deixeble, el pintor Bartolomeo Suardi conegut com Bramantino. Va tenir una important influència en la cultura pictòrica llombarda i en general en el nord, difonent el gust per la representació en perspectiva.
En el període romà posterior Bramante sembla deixar de pintar per complet, potser a causa del compromís sobrevingut amb les grans obres papals.

#### Contactes culturals amb Leonardo i la cort
En 1487 Bramante va participar, igual que Leonardo, Francesco di Giorgio Martini, Amadeo i altres, en el concurs per al tiburium del Duomo de Milà, presentant un projecte de planta quadrada i suport directe sobre els pilonos, per al qual va realitzar un model perdut en fusta que pot estar representat en un gravat del tractat de Cesare Cesarià, que va ser el seu alumne.
Bramante va escriure un informe sobre l'assumpte, conegut com Opinio super Domicilium seu Templum Magnum. Es tracta de l'únic escrit teòric sobre arquitectura de Bramante que ha arribat fins nosaltres, en el qual, interpretant a Vitruvi, assenyala la fortezza, la conformità cum la resta de l'edifici, la legiereza i la beleza com a característiques de l'arquitectura.
Durant la seva etapa milanesa, Bramante també va exercir la seva passió literària en l'àmbit cortesà. De fet, Bramante en aquella època també era lloat com a músic i poeta i 'fu di facundia gran ne' versi', com va escriure Caporali en 1521. De fet, ens va deixar un petit cancioner de 25 sonets, 15 sobre temes amorosos petrarquistes i uns altres sobre temes burlescos o biogràfics, entre ells un en el qual es lamenta de l'estat de les seves escasses finances.

#### Església de Santa Maria presso Sant Satiro (1482-1486)

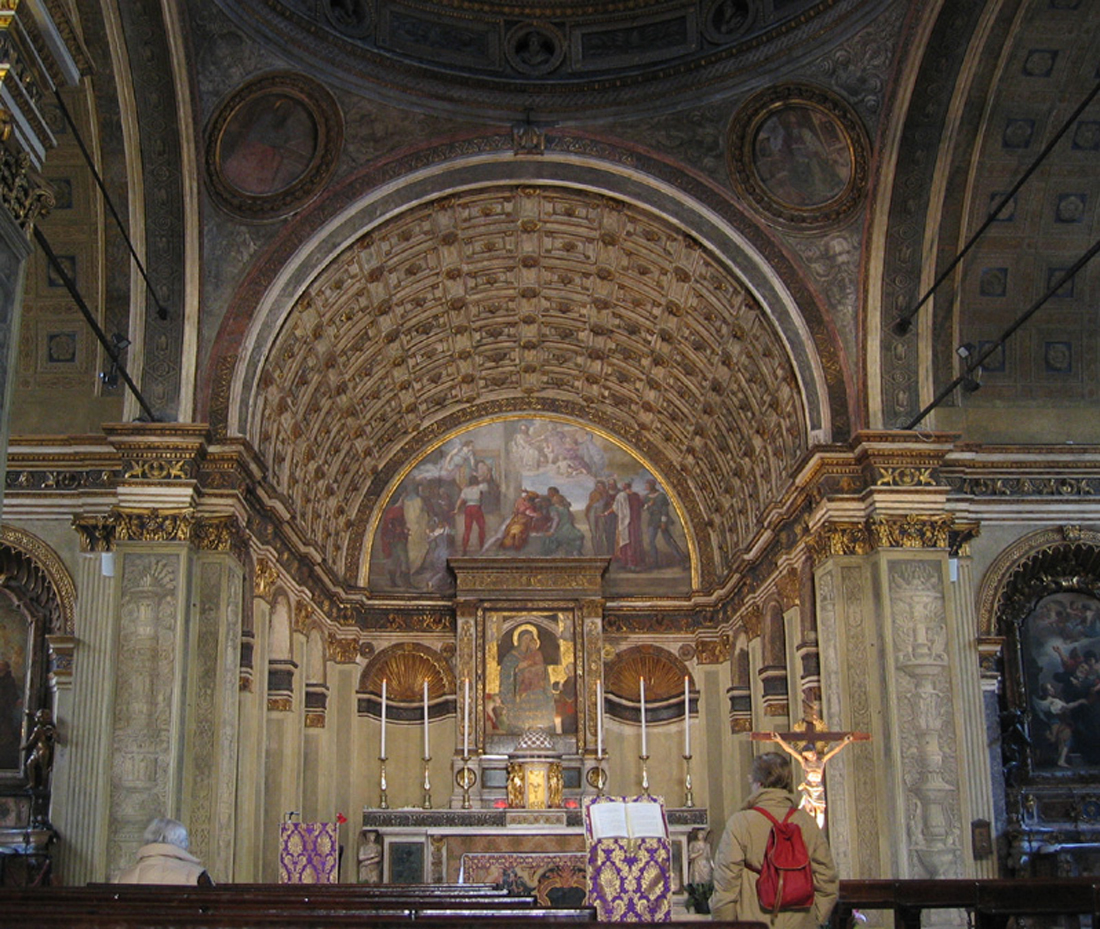
Santa Maria presso Sant Satiro, Milà

L'ampliació de la petita església parroquial de Santa Maria presso Sant Satiro és atribuïda per la literatura artística a Bramante malgrat les escasses proves documentals. És possible que es tracti del seu primer encàrrec arquitectònic a Milà.
En particular, els documents oposats fins ara no demostren definitivament que l'extraordinària solució de l'absis en perspectiva pugui atribuir-se a Bramante. Igualment controvertida i incerta és l'atribució de la Sagristia de planta octogonal.
El mecenes era una confraria laica (scola) i va poder haver contractat a diversos dissenyadors en una complexa successió d'obres que encara no és clara en part. De fet, també van treballar en l'obra Giovanni Antonio Amedeo en un contracte de 1486 per a la remodelació de la façana (que va quedar en gran part inacabada), Giovanni Battagio i Agostino Fonduli, aquest últim probablement responsable del gran nombre de membres i decoracions d'obra de paleta.
En l'exterior del complex trobem el primer exemple de l'ús d'un ordre clàssic a Milà, en la façana de Via Falcone.

#### Transformació de laBasílica de Sant Ambròs(1492-1500)

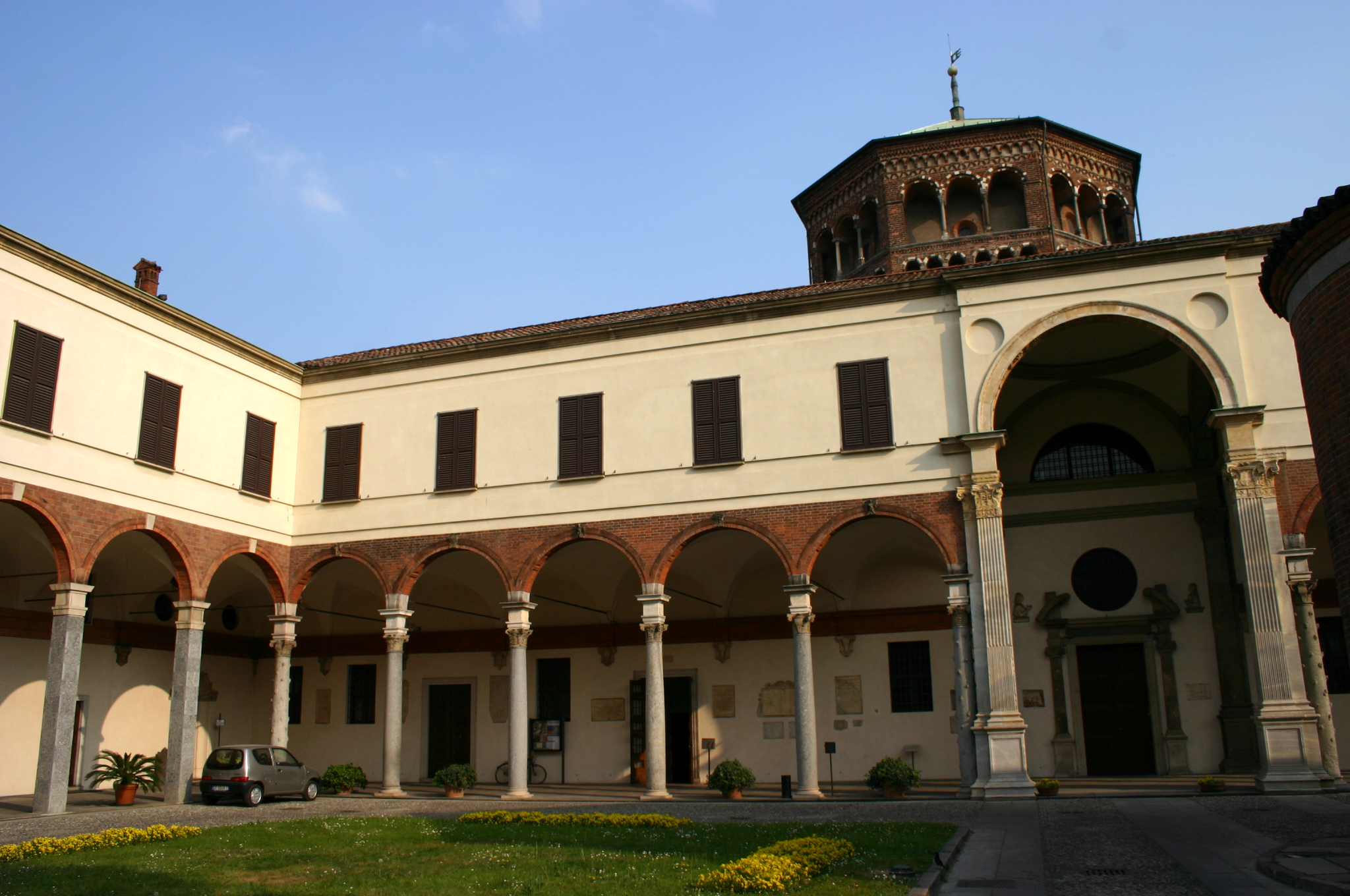
Cortile della Basílica de San Ambrosio.

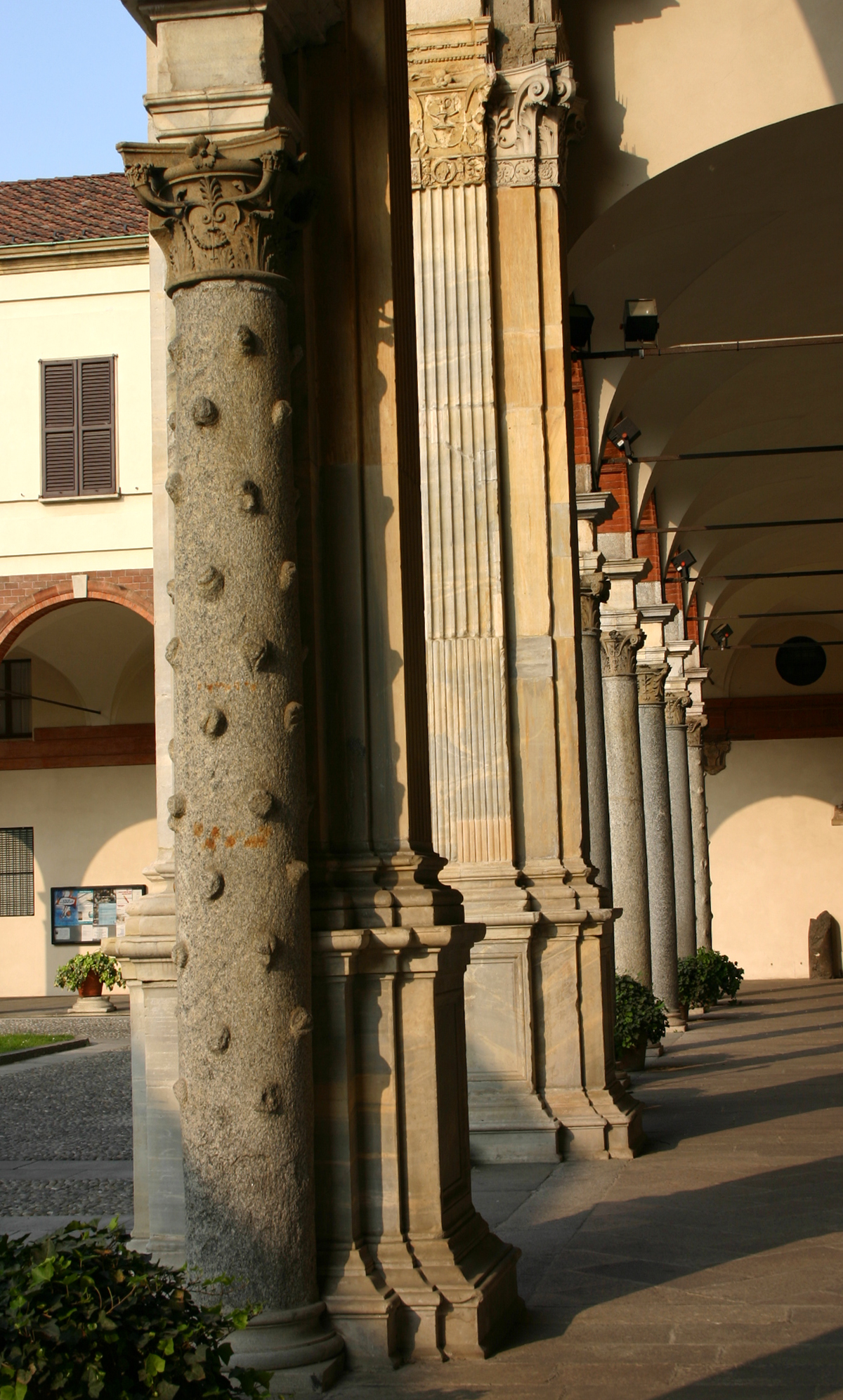
Una de les columnes imitant el tronc d'un arbre

Una important obra milanesa de Bramante, ben documentada des de 1482 i encarregada per Ludovico el Moro i el seu germà Ascanio Sforza, va ser la transformació dels annexos de la basílica de Sant'Ambrogio Es van projectar dues intervencions diferents: un presbiteri per al clergat secular situat al nord de la basílica i dos claustres per al monestir dels cistercencs situats al sud, modificant els espais annexos de la pròpia basílica.
El presbiteri es va projectar entorn d'un pòrtic quadrat amb quatre arcs triomfals de doble altura en els eixos, en els quals s'ha vist una referència vitruviana a un antic fòrum romà.
L'execució de l'obra es va encomanar a Giacomo Solari i Cristoforo Negri, i entre 1492 i 1499 només es va acabar un dels quatre costats previstos (l'adossat a la basílica) i les columnes del segon, que mai es va completar, quedant la construcció inacabada.
El pòrtic revela influències brunellesques i es presenta com una successió d'arcs de terracota sobre columnes, capitells composts i pulvinus i està interromput per l'arc d'entrada.
També hi ha quatre columnes laboratas ad tronchonos, l'aspecte de les quals se suposa que recorda a un tronc d'arbre recentment tallat, rememorant a Vitruvi i l'origen fuster de l'ordre arquitectònic.
L'espai entre el pòrtic i l'església va donar a Bramante l'oportunitat de tallar noves capelles entre els contraforts de Sant'Ambrogio, iniciant també la construcció d'una sagristia en l'absis.
En el costat sud, Bramante també va construir més capelles demolint parts annexes de l'església romànica. Per al monestir cistercenc, Bramante va dissenyar dos nous chiostri, que va començar a construir cap a 1497 però que va acabar molt després de la seva marxa a Roma, amb algunes incoherències en els detalls però respectant substancialment el model de fusta que havia deixat. Els dos claustres presenten traçats grandiosos que seran imitats al llarg del Cinquecento. Es caracteritzen respectivament pels ordres dòric i jònic (una novetat per al Milà de l'època), i presenten arcs inusualment alts, de 7,5 metres. Aquesta solució va tenir èxit com a tipologia, ja que va resultar especialment adequada per a albergar tant grans sales de doble altura, com menjadors i biblioteques, com a cel·les per a monjos en dues plantes.
En el tap entre els dos claustres, es va construir un gran refetor durant el segle xvi.
El complex és avui la seu de la Universitat Catòlica.

#### Tribuna de laSanta Maria delle Grazie(1492-1497)

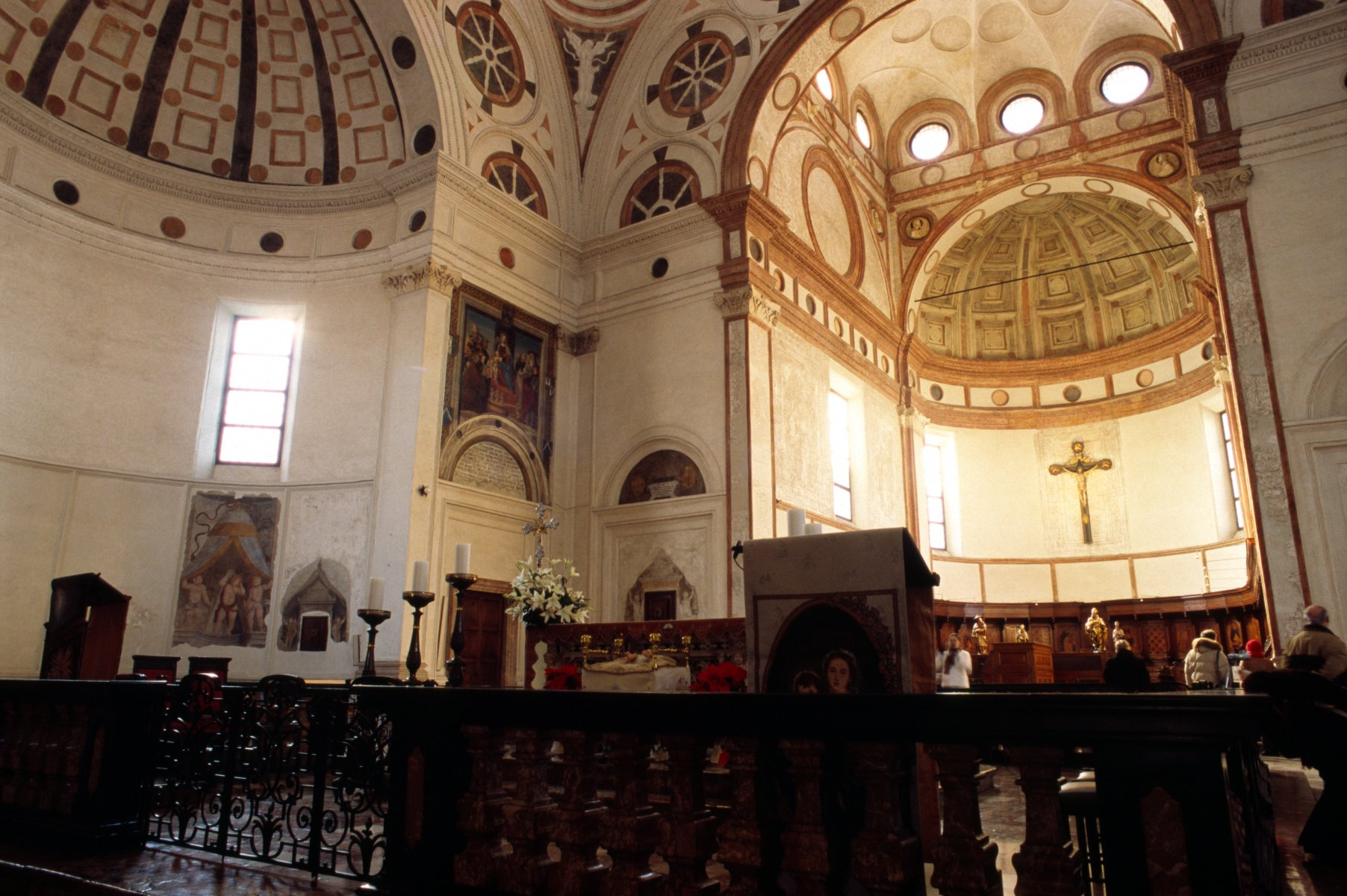
El presbiteri de Santa Maria delle Grazie.

Cap a 1480, Guiniforte Solari havia acabat la construcció de l'església en formes de Gòtic tardà per encàrrec de la família Vimercati, que més tard va caure en desgràcia. En 1492 Ludovico il Moro va ordenar desmuntar el cor amb creuer, absis i dues capelles laterals, que acabaven de construir-se, per a donar cabuda a una vasta tribuna renaixentista de planta central, que la literatura artística atribueix a Bramante fins i tot mancant documentació exhaustiva, a part de testimoniatges indirectes o tardans. L'atribució del disseny a Giovanni Antonio Amadeo és menor. Probablement, Bramante va dictar el disseny general, però no va tenir el control total de l'obra ni de l'aparell decoratiu.
El disseny presenta dos absis del doble de grandària que les capelles preexistents i un cor molt allargat que acaba en un altre absis. La diferència d'escala també s'aprecia en la secció transversal: de fet, el disseny de Bramante és el doble d'alt que el de Solari i acaba amb una cúpula semiesfèrica que és la més alta construïda després de la Santa Maria del Fiore.
La tribuna va ser acabada després de la marxa de Bramante; així ho demostra el contrast entre l'ordre geomètric típicament renaixentista i l'excés de decoracions típicament llombardes, realitzades posteriorment i segurament per Amadeo segons la documentació que ha arribat fins nosaltres.
La sagristia i el claustre de davant també s'atribueixen a Bramante.

## Gran innovador de l'arquitectura italiana

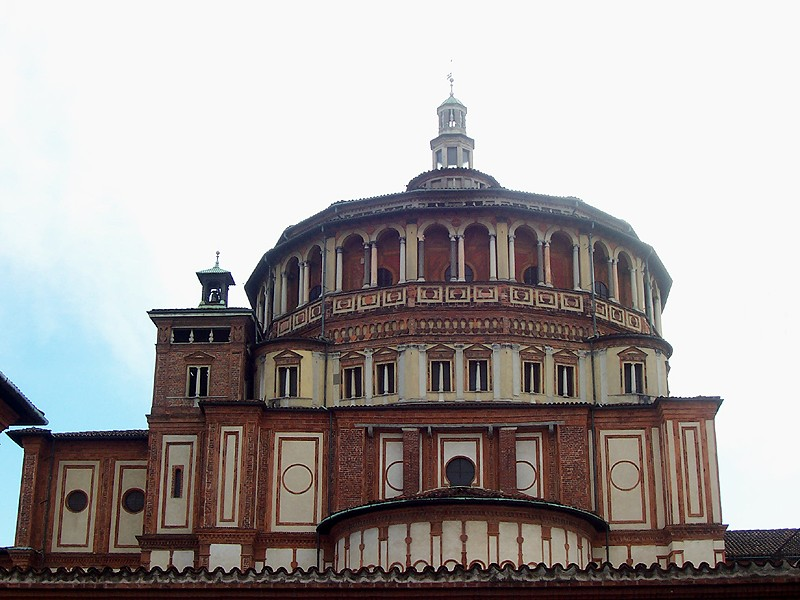
Església de Santa Maria della Grazie a Milà. Una de les millors obres arquitectòniques de Bramante

L'any 1499, poc abans de la caiguda de Ludovico il Moro, Bramante decideix traslladar-se a Roma. L'elecció de destí no s'havia fet a l'atzar. Acudia a Roma amb determinat propòsit d'estudiar els monuments antics, les seves proporcions i la tècnica amb què s'havien construït. Estava fermament convençut que només inspirant-se en les antigues obres gregues i romanes resultaria possible renovar realment l'arquitectura italiana; o sia donar-li simultàniament senzillesa i harmonia, dues característiques que encara li mancaven.

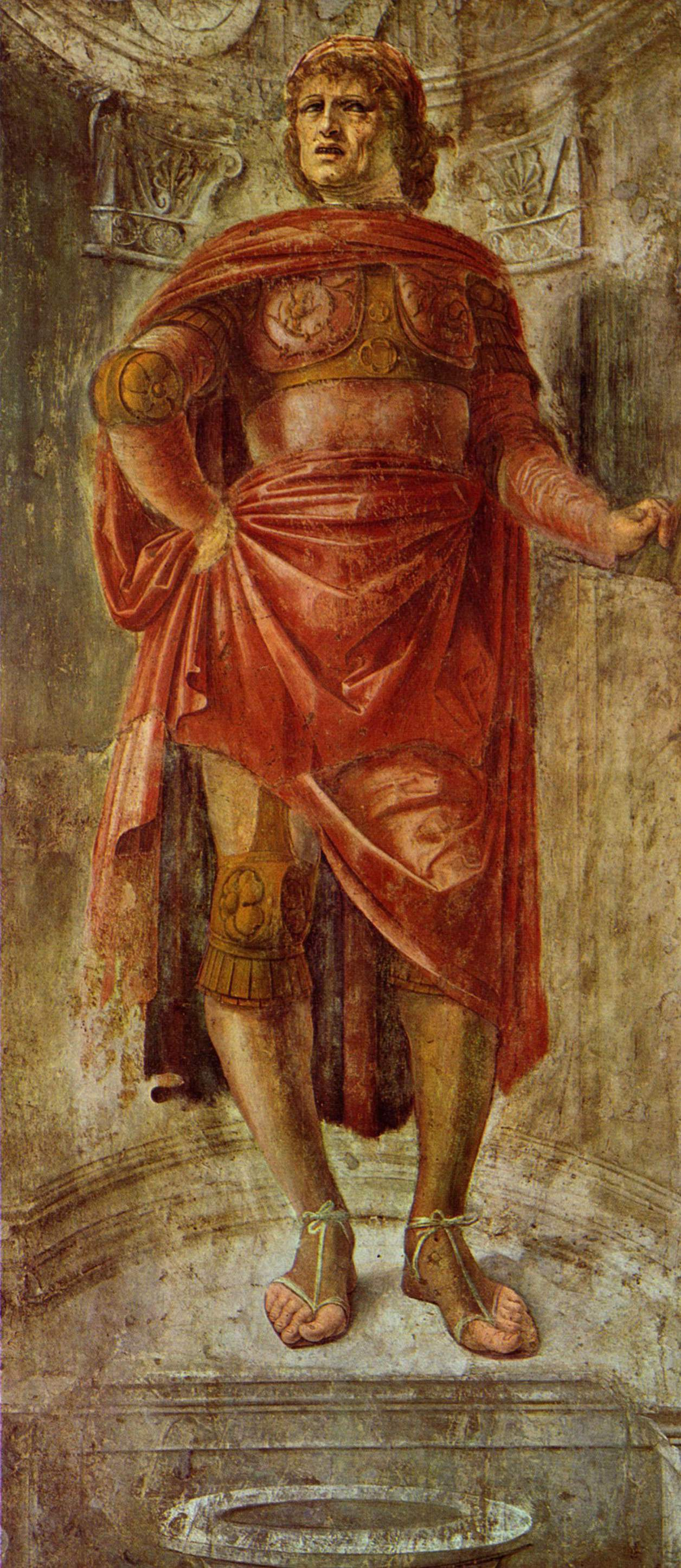
Particular dels Frescos de Bramante ja a la Casa Visconti (avui en la Pinacoteca de Brera)

A Roma, Bramante s'entregà a l'execució d'obres importants. A la ciutat eterna la seva primera obra és fruit de l'encàrrec dels Reis Catòlics, qui per a commemorar la Presa de Granada (1492) decideixen aixecar una església en honor de Sant Pere. En el lloc en què es creu que va ser martiritzat es va construir l'any 1502 el Templet de San Pietro in Montorio. Aquesta obra hauria de convertir-lo en el verdader innovador de l'arquitectura italiana. L'edifici és considerat com una obra admirable per la tècnica de la construcció i la perfecció de les proporcions. L'estudi de les antigues obres clàssiques començava a donar els seus fruits.
Altres primers treballs foren el claustre de l'Església Santa Maria della Pace, el Palau del Cardenal de Corneto –(actual Palazio Torlonia)–, la façana i el pati del Palau del Cardenal Riario –(l'actual Cancelleria).

## Carrera a Roma

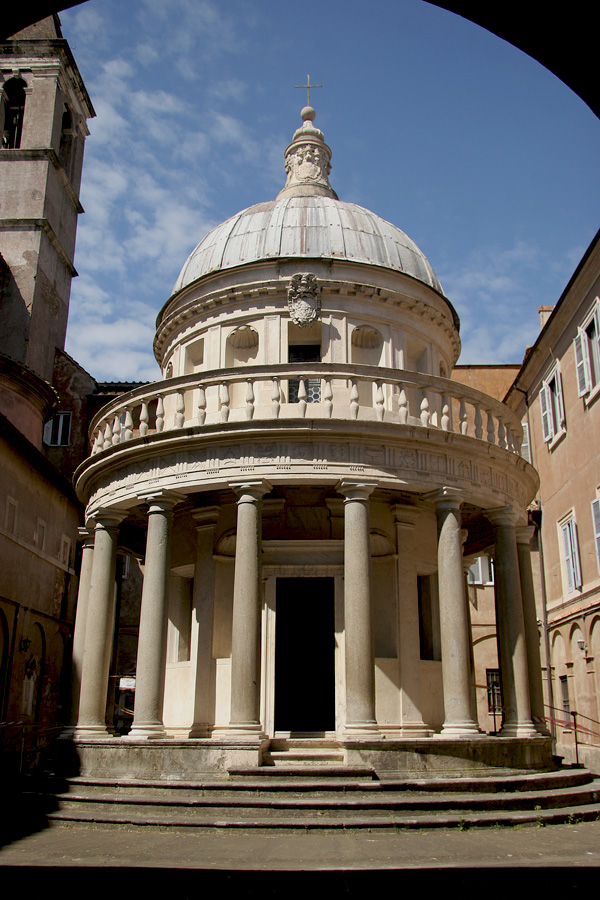
Templet de San Pietro in Montorio, obra de Bramante.

Les seves obres més destacades es troben a Roma. Allí va ser ràpid reconegut pel cardenal Della Rovere, que aviat es convertiria en el papa Juli II.
A la ciutat eterna la seva primera obra és fruit de l'encàrrec dels Reis Catòlics, que per a commemorar la conquesta de Granada (1492) decideixen aixecar una església en honor a sant Pere Apóstol. En el lloc en què es creï va ser crucificat es va construir en 1502 el Templet de San Pietro in Montorio o tempietto. Aquest templet va ser gairebé una espècie de prova per part del papa Juliol II. És considerat un dels edificis més harmoniosos dl'Renaixement. Malgrat la seva petita grandària, la construcció té totes les proporcions rigoroses i la simetria de les estructures clàssiques, envoltat per fines columnes toscanes, amb una cúpula per damunt. Bramante va planejar un pati amb columnes que l'envoltés, però es van posar en marxa plans més grandiosos: la Basílica de Sant Pere.

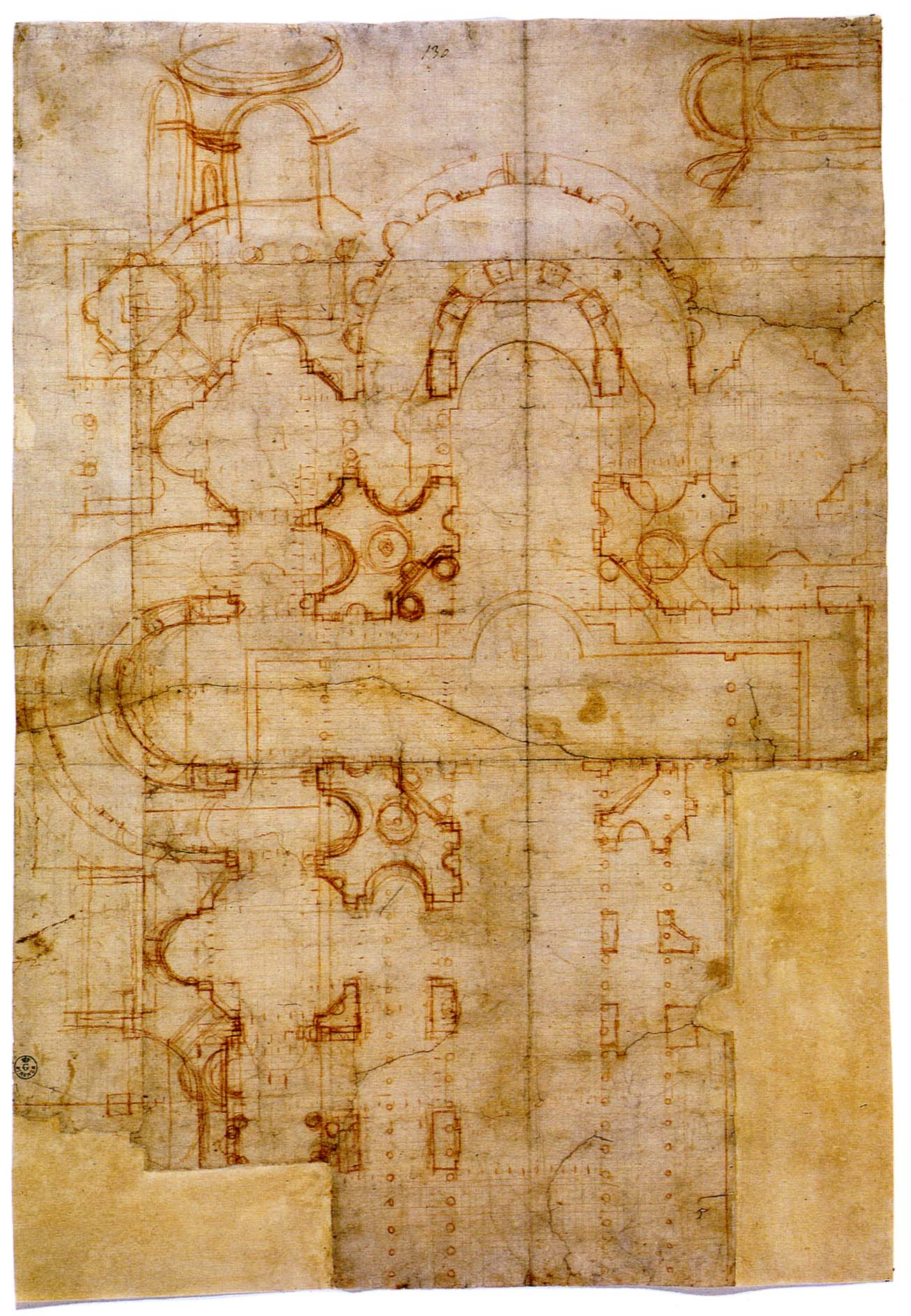
Esbós de la planta de la Basílica de Sant Pere, obra de Bramante.

Al novembre de 1503, és nomenat arquitecte pontifici, duent a terme dues intervencions: el Pati del Belvedere i la nova Basílica de Sant Pere en el Vaticà, projecte aquest últim que només va arribar a començar i que seria més tard continuat i modificat per Rafael, Antonio de Sangallo i Miguel Ángel, per a ser conclòs en el segle xvii per Carlo Maderno.
Ocupat amb Sant Pere, Bramante tenia poc temps per a altres encàrrecs. Entre les seves primeres obres a Roma, abans d'emprendre la construcció de la basílica, estan els claustres (1504) de Santa Maria della Pastura, prop de la Piazza Navona. Les belles proporcions li donen un aire de gran simplicitat, a més, les columnes de la planta inferior estan complementades per les de la primera planta, que alternen amb columnes més petites col·locades centralment sobre els arcs inferiors. Bramante és també famós pel seu revolucionari disseny per al Palazzo Caprini a Roma. Aquest palau, erigit en el Rione de Borgo, ja no existeix. Va ser més tard propietat de l'artista Rafael, i des de llavors se'l coneix com la Casa de Rafael.

### Director de la construcció de Sant Pere
En efecte, el papa Juli va contractar a Bramante per a la construcció de l'obra arquitectònica europea més gran del segle xvi: la construcció d'una nova basílica de Sant Pere. La primera pedra del creuer es va col·locar amb cerimònia el 18 d'abril de 1506. Sobreviuen molts dibuixos de Bramante, i molts més d'ajudants seus, la qual cosa demostra l'extensió de l'equip que havia reunit. La visió de Bramante per a Sant Pere, una planta de creu grega que simbolitzava la sublim perfecció per a ell i la seva generació (compari's amb Temple de Santa María de la Consolació (Todi)], en Todi, (que va influir en l'obra de Bramante). L'obra va ser fonamentalment alterada per l'extensió de la nau després de la seva mort en 1514. El pla de Bramante preveia quatre grans capelles omplint els espais de les cantonades entre els transseptes d'igual grandària, cadascun d'ells cobert per una petita cúpula envoltant a la gran cúpula sobre el creuer, així que, el pla original de Bramante era més romà d'Orient en les seves formes que la basílica que en realitat es va construir. (Vegeu Basílica de Sant Pere per a més detalls.)
| « | Era tant formidable l'enginy d'aquest meravellós artífex (Bramante) que havent escoltat que el (Papa Juli II) tenia intenció de derruir l'església de Sant Pere per fer-la novament, li presentà infinits projectes, entre ells un d'admirable. | » |

 Així el descriu en les seves Vides... el pintor Giorgio Vasari.
L'admirable disseny fou acceptat pel Papa, i l'any 1505 Bramante fou nomenat director de la nova construcció de Sant Pere. Els treballs varen començar l'any següent. Era tal el desig de veure avançar aquesta obra –escriu Vasari– que arruïnà en la vella basílica moltes coses belles. Se sap que Bramante feu enderrocar, sense cap mirament, les belles columnes i capitells que es podrien haver salvat intactes. Per aquesta fúria destructora Bramante es guanyà dels romans el poc simpàtic apel·latiu de Mestre enderrocador. Prescindint d'aquest detall, s'ha de dir que el seu projecte per la nova basílica era grandiós de veritat. L'edifici de planta grega havia d'estar superat per una immensa cúpula i flanquejat per quatre torres.

## Mort de Juli II
Però els treballs foren interromputs l'any 1513 per la mort del papa Juli II. L'any següent, Bramante desapareixia del món. La direcció dels treballs fou confiada, successivament, a altres artistes (Rafael, Giuliano da Sangallo i Antonio da Sangallo el Jove, Miquel Àngel i finalment Carlo Maderno) –que el va concloure–, els quals, uns més i altres menys, canviaren el projecte de Bramante. Encara que, Miguel Àngel s'aproximà en part afirmant que qui s'aparta de Bramante s'aparta de la veritat. Una medalla gravada per l'orfebre milanès Caradosso ens dona una idea clara de com hauria d'haver sigut la basílica segons la concepció de Bramante.

## Home de gran capacitat
Vasari explica que Bramante fou un home d'una gran activitat i una capacitat prodigiosa: Això li permetia dedicar-se simultàniament a diverses obres. En efecte, en els anys que va estar dedicat a la construcció de la basílica de Sant Pere assolí dirigir la construcció d'altres obres grandioses: el Palau dels Tribunals; els patis del Mirador, en el Vaticà; la casa que va pertànyer després a Rafael. I fora de Roma, la fortalesa del port de Civitavecchia i l'escalinata del Palau d'Accursio a Bolonya.

## L'enginyeria hidràulica
Bramante donà així mateix proves de ser un magnífic enginyer hidràulic, com ho demostrà en el seu projecte i realització de canalització del riu Tiber dintre dels murs de Roma. I en urbanisme també posà de manifest la seva capacitat en traçar la Via Giulia, que es convertí en el carrer més important de la Roma del segle xvi.

## Poeta i escriptor
Les escasses notícies que es refereixen a la vida privada d'aquest gran artista del Renaixement el presenten com un home alegre, amant de la bona taula i de la companyia. A Roma se'l veia sovint en banquets envoltat d'amics. I com que també tenia una bona vena poètica (es trobaren 23 sonets seus), solia entretenir-los improvisant poesies alegres que acompanyava amb els acords d'una lira.

## Principals obres arquitectòniques
- 1482–1486: Església de Santa Maria presso Sant Satiro, Milà;

- 1488-1492: Catedral de Pavía (projecte de cúpula i cripta), Pavía;

- 1492–1498: Santa Maria delle Grazie (claustre i absis); Milà;

- 1501–1502: Palau Caprini (també anomenat: 'Casa de Rafael'), Roma (desaparegut);

- 1502: San Pietro in Montorio, Roma;

- 1504: Santa Maria della Pastura (claustre); Roma;

- 1503-1506: Basílica de Sant Pere, Ciutat del Vaticà (Disseny i fonamentacions);

- 1506: Cortile del Belvedere, Ciutat del Vaticà;